# Umjetnost drevne Mezopotamije
Umjetnost drevne Mezopotamije čine umjetnička djela koja su nastala na području Mezopotamije od 3500. pr. Kr. do 330. pr. Kr. To su djela naroda Sumerana, Akađana, Babilonaca, Asiraca i Perzijanaca. 

## Najstarija civilizacija
- zemlja zigurata i klinastog pisma
Kultura mezopotamskog prostora očituje se kroz gotovo 4 000 godina dug i kontinuiran povijesni mozaik, ispunjen različitim društvenim mijenama, ali bez presudnih kulturoloških lomova, odmaka, prevelikih nadmetanja pa ni bitnijih različitosti. Prvo umjetničko izražavanje, i to izričito zrelo za to doba, seže duboko u protopovijest regije koja traje do oko 3 000. g. pr. Krista kada Mezopotamija otkrićem pisma ulazi u povijesno vrijeme. Umjetnost drevne Mezopotamije čine umjetnička djela koja su nastala na području Mezopotamije od 3500. g. pr. Krista do 330. g. pr. Krista. To su djela naroda Sumerana, Akađana, Babilonaca, Asiraca i Perzijanaca. 

### Hetiti i Feničani, male kulture velikog dosega
Utjecaj mezopotamske umjetnosti i kulture na cijeli okolni prostor bit će izuzetno snažan i velik, pa će tako, na rubovima mezopotamskog prostora u Anatoliji i na obalama Libanona u 3. i 2.  tisućljeću pr. Krista nastati dvije velike kulture. Prva od njih je hetitska kultura koja je razvijajući hijeroglifsko pismo iznjedrila civilizaciju koja će se osobito potvrditi u graditeljstvu i u metalurgiji. Druga je feničanska kultura, koja će razvijajući pomorstvo i trgovinu i osobito proizvodnju predmeta od bjelokosti, bronce i zlatnih listića svijetu podariti i alfabet, te kovanje i uporabu novca čija će praktičnost omogućiti puno jednostavnije i uspješnije trgovanje.

### Asirci, umjetnost ratnika
U XIII. st. pr. Krista u Mezopotamiji će nastati snažan i velik preokret. Preuzimanjem vlasti od strane Asiraca, koji su ranije strpljivo priznavali i podnosili gospodstvo mezopotamskih vladara, uživajući, istina, pri tome i stanovitu autonomiju, nastali su posve drugačiji društveni odnosi. Stvorena je despotska, totalitarna država koja je svoju veličinu i moć temeljila na instrumentima rata i osvajanja, te na pljačkanju. 
Umjetnost Asiraca umjetnost je ratnika, što znači da se mijenja i tematika oblikovnog i izražajni elementi koji likovnoj formi daju izražajno značenje – prevladavaju prizori iz rata i lova.  U Korsabadu se na čak 10 hektara površine gradi grandiozna palača s više od 200 dvorana što se izmjenjuju s prostranim dvorištima. 
U kiparstvu je manje slobodne plastike a više reljefa, koji su uglavnom ukras vanjskih i unutrašnjih zidova palača. Među samostalnim kipovima prevladavaju likovi vladara urešenih kićenim stiliziranim (ceremonijalnim) bradama i odjevenih u raskošnu odjeću, pri čemu se inzistira na sjaju i monumentalnosti. Odlikuje se idejnom uzdignutošću i dubinom u organičkom jedinstvu oblika i sadržaja i naglašavanju pridodane pratnje – likova životinja i duhova koji čuvaju vladara. Izvoran doprinos cjelokupnoj umjetnosti tog vremena i područja svakako su snažni krilati bikovi s pet nogu i ljudskom glavom urešenom oblinom ceremonijalnom stiliziranom bradom i raskošnom tijarom koja uzvišuje prikaz. Novost su i bogati i slikoviti ukrasi vanjskih zidova palača, načinjeni od obojenih glaziranih tavela, te ures dvoranskih zidova koji su prekriveni niskim kamenim reljefima, u kasnijem razdoblju i brončanim reljefima, kojima se veliča vladareva slava.

### Klinasto pismo
Umjesto papira, u Mezopotamiji su se za pisanje obično koristile neosušene glinene pločice. Na njima se pisalo utiskivanjem znakova nalik klinovima, pa zbog toga mezopotamsko pismo i nazivamo klinasto pismo. U meku površinu glinene pločice pisano se znakovlje može urezivati (utiskivati) kamenim šiljkom, prutom ili nekom sličnom alatkom, ali i pomoću šablona, tj. kamenih cilindara (napravljenih od vapnenca). To su cilindri rotacijskih pečatnjaka (što je temelj tehnike tiska), na čijoj su površini dubokim urezima ugravirani znakovi koji se, upirućim valjanjem cilindra po mekoj glini, pojavljuju na njezinoj površini u obliku dubokog otiska. Ti su valjci nerijetko potpis i oznaka proizvođača, njegov ideogram ili legitimacija. Tijekom stoljeća klinasto će znakovlje biti obogaćeno i brojnim drugim simboličnim znakovima – tajnovitim simboličnim likovima, zatim pojedinačnim i isprepletenim životinjskim likovima, mitološkim pričama, čudesnim, maštovitim spodobama životinja, junačkim djelima ratnika, realističnim prizorima iz svakodnevnog života i običaja, apstraktnim ukrasima i dr., što je također obilježje sumerske plastične umjetnosti. 
Prve civilizacije nastale su na plodnoj zemlji u blizini velikih rijeka u Aziji i Africi: Tigrisa i Eufrata u Mezopotamiji, Nila u Egiptu i Žute rijeke u Kini. Najstarija od njih je ona u Mezopotamiji (grč. međurječje). Nastala je između rijeka Eufrata i Tigrisa (rijeka se spominje kao simbol života i razvitka) te anatolijskih i iranskih planina na sjeveroistoku, arapske pustinje na zapadu i Perzijskim zaljevom na jugu. Mezopotamijsko područje je u razdoblju od 4000. pr. Kr. do 1000. pr. Kr. dalo značajnu civilizaciju u kojoj su se izmjenjivali razni narodi: Sumerani, Akađani, Asirci (na sjeveru) i Babilonci (na jugu). Nalazišta ovih kultura su u današnjoj Siriji i Iraku. Zajednička karakteristika naroda Mezopotamije je uporaba najstarijeg klinastog pisma kojeg su oni i izmislili. Sumeri su prvi tvorci ove visoko razvijene kulture, a Akađani oko 3000. pr. Kr., a potom Babilonci i Asirci nastavljaju i razvijaju sumersku kulturu. Zapravo, bez obzira koji se narod mijenja u vladavini ovim prostorima, kultura ostaje skoro nepromijenjena – zato govorimo o jedinstvenoj mezopotamskoj kulturi. U 6. st. pr. Kr. Perzijanci predvođeni Kirom Velikim osvajaju Babilon te se nakon toga na ovom području razvija perzijska umjetnost, koja utječe na umjetnost ovih prostora i nakon 330. pr. Kr. kada ih osvaja Aleksandar Veliki, sve do Islamske umjetnosti.

## Gradovi i arhitektura
Pojavu povijesti oduvijek vežemo s pojavom pisma, što će reći i civilizacije, ali pojava pisma i razmjene dobara ne bi bilo bez pojave prvih gradova. Sumerani prvi stvaraju sustav poznat kao grad-država. Ti gradovi bili su zatvoreni zidinama, s krivudavim ulicama i visokim hramom koji je građen kao citadela. Originalnost te arhitekture proizlazi iz nemogućnosti odabira kvalitetnog materijala; kamena nije bilo pa se koristila samo opeka od gline, modelirana i sušena na suncu. Opeke se slažu jedna na drugu tako da obrazuju masovne zidove bez otvora. Prostorije se osvjetljuju kroz otvore na stropu, a ulazna vrata su velikih dimenzija i jedini su otvor koji remeti neprekidnost zidova.
Svaki od gradova-država ima svog boga zaštitnika, a svaki bog vladara koji ga zastupa na zemlji. Prvi zadatak vladara bio je izgraditi mjesto za održavanje kulta kako bi bog bio zadovoljan i za uzvrat osigurao ono što je najvažnije za život tog područja. Sumerski bogovi su bili kombinacija životinja i ljudi (npr. lamasu, lavlje tijelo = snaga, ljudska glava = mudrost). Drugu skupinu mitoloških bića (mezopotamska mitologija) čine mitovi o junacima (najpoznatiji je kralj Uruka nadljudske snage – Gilgameš). Sumerani se nisu brinuli za zagrobni život i upravo iznenađuje toliki broj svetišta i bogato ukrašenih grobnica u jednom od najstarijih gradova u Mezopotamiji, Uru.
Prvobitno se mezopotamijski hram u osnovi sastojao od pravokutnika koji na užoj strani ima žrtvenik i stol za zavjetne darove ispred njega. Kasnije se toj jedinoj prostoriji dodaju druge koje služe za stanovanje svećenika, te dvorišta koja onda postaju centar cijelog kompleksa. Hram u obliku kule – zigurat (zikurat ili cikurat) je hram sastavljen od niza platformi ili terasa izgrađenih stepenasto tako da im se dimenzije idući naviše smanjuju, a na vrhu se nalazi svetište (gr. cela). Čitav kompleks planiran je tako da je vjernik s dna stubišta primoran obići što više kutova prije no što stigne do hrama. Tijekom vremena ovaj plan je razrađivan, te je pravljen sve viši i uži zigurat nalik na kulu koja se diže na više katova. Najpoznatija je Babilonska kula koja nije očuvana.
Sumerske, Akadske i Babilonske gradove od opeke lako osvaja ratnički narod Asiraca i umjesto njih nastaju gradovi od kamena (vapnenca)  i reprezentativna (i agresivna) kraljevska umjetnost (Asurbanipalova palača u Ninivi). Naposljetku Perzijsko Carstvo 539. god. pr. Kr. osvaja novi Babilon i time završava razdoblje samovoljne civilizacije u Mezopotamiji i nastaje centralizirana država kraljeva Kira, Darija i Kserksa. Najpoznatiji grad je bila prijestolnica – Perzopolis koji je bio kameni kompleks pravokutne osnove s brojnim sobama i stubištima, naprednim stupovima s kapitelima, te s pilastrima i portalima.

## Skulptura
Umjetničko stvaralaštvo u Mezopotamiji razvija se da bi služilo onome tko tim društvom vlada, sam umjetnik ili zanatlija je anoniman. Hram, statua, pečat uvijek se razlikuju od svega što su stvorili drugi prostorno ili vremenski bliski narodi kao što su Egipćani ili Grci. 
U Mezopotamskoj skulpturi najbolje se očituju karakteristike ove umjetnosti. Tematika kiparstva su prvenstveno bogovi, vladari i visoki dostojanstvenici. Ljudski lik je uvijek prikazivan u dva položaja: osoba sjedi na prijestolju ruku sklopljenih na grudima u molitvi ili osoba stoji sa sklopljenim ili ispruženim rukama uz bokove. Svaki od kipova poštuje zakone simetrije, frontalnosti i geometrije. Apsolutna simetrija je takva da je ljudska figura idealno prepolovljena okomitom linijom od sredine čela do nogu tako da svaki dio tijela na jednoj strani linije u potpunosti odgovara drugom simetričnom dijelu. 
Po zakonu geometrije svaka ljudska figura se smješta unutar neke sheme osporavajući stvarne oblike. Ta shema podrazumijeva uvijek oblike valjka, stošca ili trapeza. To ujedno i objašnjava zašto ruke statua ostaju npr. čvrsto priljubljene uz tijelo jer su se jedino tako mogle smjestiti u idealnu shemu kojoj se pridavala važnost. Glava je uvijek izražajnija, više obrađena u odnosu na tijelo, na licu su naglašene oči, sumerske skulpture obično su ćelave, a od asirskih vremena kosa je redovito podijeljena razdjeljkom na sredini i često se spaja s velikom bogatom i gustom bradom.

## Reljef
Jedan od načina izražavanja koji se posebno razvio u Mezopotamiji je monumentalni reljef. Radi se o reljefu u kamenu na kojem se uvijek prikazuju grupne scene koje služi kao svojevrsno prisjećanje na političke, vojne ili vjerske događaje. To su plošni reljefi ikonografske (okomite) perspektive, dakle, svako tijelo zadržava svoju veličinu bez obzira na blizinu ili udaljenost, a veličina lika varira samo prema njegovoj društvenoj važnosti (hijerarhija). Tako je božanstvo veće od kralja, kralj od podanika, a ovi veći od neprijatelja. Namjera umjetnika je svaki dio tijela prikazati što jasnije, pa se lica uvijek javljaju u profilu, ramena frontalno, bokovi na pola, noge i ruke u profilu. Na taj način svaki dio tijela dobiva najveću moguću jasnoću. Sve ove karakteristike primjenjuje i Egipatska umjetnost. Postoji 5 vrsta mezopotamskog reljefa koje dijelimo po mjestu gdje su se nalazili i temama koje prikazuju: 
1. Reljef u ploči (Sumerski, a kasnije i dr. naroda) obavezno ima otvor na ploči da bi se lakše postavljali na plohu zida. Ploče s otvorom imaju religijsku namjenu jer one nađene uglavnom prikazuju vršenje vjerskih obreda.
2. Stela je ploča okomito postavljena u funkciji nadgrobnog spomenika, uvijek ukrašena reljefom koji opisuje neki događaj, ali najčešće samo kroz jednu ključnu glavnu scenu, tako se cijelo zbivanje svodi samo na jedan događaj. Jedan od najboljih primjera je "Naram-Sinova stela" iz 2300. god. pr. Kr. na kojoj Naram-Sin slavi pobjedu nad neprijateljem. To je obična kamena ploča, relativno laka, koja predstavlja kralja kao najveći lik kako se penje na planinu gazeći neprijatelje dok ga podanici slijede (Neuki Rimljani su je držali za običnu nadgrobnu ploču). Najpoznatija je Hamurabijeva stela koja na vrhu prikazuje Babilonskog kralja Hamurabija na tronu i podanika koji mu je ispod nogu, a niz cijelu stelu je klinastim pismom upisan prvi poznati skup zakona na svijetu (Hamurabijev zakonik).
3. Zidni reljefi (Akadski, a kasnije i drugih naroda) su vrhunci reljefa koji su se razvili kada je carska (Asirska) vlast bila najjača. Na zidovima palača s unutarnje strane slijede jedna za drugom kamene ploče na kojima su u plitkom reljefu prikazani poduhvati vladara, posebno ratovi i lov. Svi ti reljefi imaju dokumentarni značaj jer književni izvori potvrđuju da su se prikazani događaji desili. Na samim reljefima raspoređeni su i natpisi koji ih komentiraju. Najljepši prizori nalaze se na zidovima Asurbanipalovog dvorca u Nivi iz 7 st. pr. Kr. Događaji na reljefima nižu se postepeno i ilustriraju dijelove napisane povijesti. Karakterizacija likova postiže se određenim tipom frizure, posebnom odjećom ili određenim stavom, pa je tako uvijek vladar na prijestolju ili u ratnim kolima.
4. Reljefi na emajliranim opekama (Babilonski, a kasnije i dr. naroda) su dekorativni reljefi koji se razvijaju u novom Babilonu i njima su ukrašavane kapije i glavne ulice. Pokrivanje građevina emajliranom opekom trebalo je jamčiti vječnost Babilonskih građevina. Najljepši primjer je na Trijumfalnoj kapiji boginje Ištar. Zidovi kapije su od opeke, a emajlirani reljef s likovima životinja (lavovi, bikovi, zmajevi) ravnomjerno je raspoređen.
5. Reljef u stijeni (Asirski, a poslije i perzijski) obično slave povijesne događaje.

## Vanjske poveznice
- Melita Viličić, Arhitekt i njegov nacrt u starom vijeku, Prostor: znanstveni časopis za arhitekturu i urbanizam, Vol.7 No.2(18), prosinac 1999.
- Umjetnost Mezopotamije u New Yorku - Vjesnik
- The British Museum: Mesopotamia — uvod u Mezopotamiju iz Britanskog muzeja (engl.)
- Percy S. P. Handcock, Mesopotamian Archaeology  Arhivirana inačica izvorne stranice od 15. veljače 2005. (Wayback Machine), 1912., lako pretraživ faksimil iz knjižnice Sveučilišta u Georgiji; DjVu ili PDF  Arhivirana inačica izvorne stranice od 7. listopada 2005. (Wayback Machine) (engl.)
- Assyrian Forum - Asirski forum